# Chiesa di San Martino in Niguarda
La chiesa di San Martino in Niguarda è un edificio di culto cattolico situato in piazza Belloveso a Niguarda, un quartiere a nord di Milano. La chiesa è sede dell'omonima parrocchia del decanato di Niguarda-Zara dell'arcidiocesi di Milano.

## Storia
La chiesa di San Martino di Niguarda era già presente nel XIII secolo. Una delle prime testimonianze è presente nel Liber Notitiae Sanctorum Mediolani. Tra il XVI e il XVIII secolo viene citata in diversi atti di visite pastorali degli arcivescovi di Milano e dei delegati arcivescovili nella pieve di Bruzzano, nella regione IV della diocesi. Nel 1756, alla visita pastorale dell'arcivescovo Giuseppe Pozzobonelli, il clero della parrocchia era costituito dal presbitero e da tre cappellani.
Nel 1923 in seguito all'annessione a Milano fu staccata dalla pieve di Bruzzano e divenne una chiesa prepositurale.